# Levin Schücking

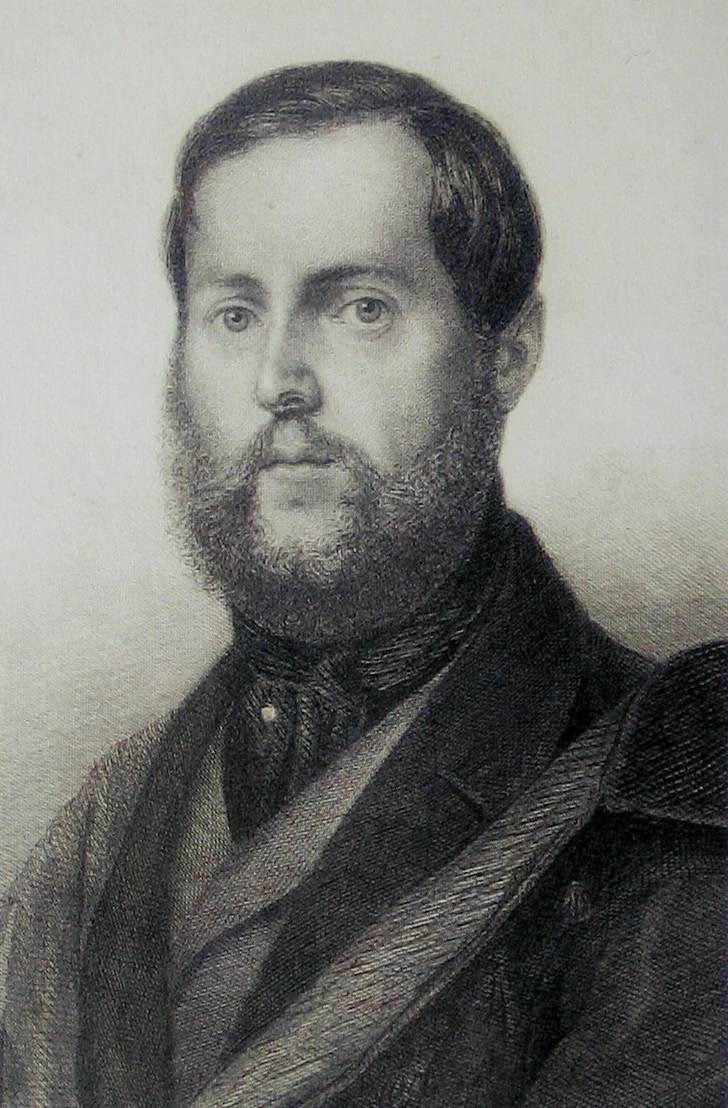

Christoph Bernhard Levin Anton Mathias Schücking (6 de setembro de 1814 - 31 de agosto de 1883), escritor alemão.